# Stymphalus dilatatus
Stymphalus dilatatus is een pissebed uit de familie Ligiidae. De wetenschappelijke naam van de soort is voor het eerst geldig gepubliceerd in 1833 door Perty.